# Molybden(III) iodide
Molybden(III) iodide là một hợp chất vô cơ có công thức hóa học MoI3.

## Điều chế
Molybden(III) iodide được tạo ra bằng phản ứng của molybden hexacacbonyl với iod ở 105 °C (221 °F; 378 K).
2Mo(CO)6 + 3I2 → 2MoI3 + 12CO
Nó cũng có thể được tạo ra từ molybden(V) chloride và dung dịch hydro iodide trong cacbon đisunfua.
MoCl5 + 5HI → MoI3 + 5HCl + I2
Một phương pháp khác là phản ứng trực tiếp giữa kim loại molybden và iod dư ở 300 °C (572 °F; 573 K).

## Tính chất
Molybden(III) iodide là chất rắn phản sắt từ màu đen, bền trong không khí ở nhiệt độ phòng. Trong chân không, nó phân hủy trên 100 ℃ thành molybden(II) iodide và iod. Nó không hòa tan trong dung môi phân cực và không phân cực. Cấu trúc tinh thể của nó là tương ứng với zirconi(III) iodide.

## Hợp chất khác
MoI3 còn tạo một số hợp chất với NH3, như MoI3·3NH3 là chất rắn màu vàng.